# ماریس ورپاکوفسکیس
ماریس ورپاکوفسکیس (لتونیایی: Māris Verpakovskis؛ زادهٔ ۱۵ اکتبر ۱۹۷۹) یک بازیکن فوتبال اهل لتونی است.
از باشگاه‌هایی که در آن بازی کرده‌است می‌توان به باشگاه فوتبال باکو، سلتاویگو، ختافه، باشگاه فوتبال اسکونتو، دینامو کیف و هایدوک اسپلیت اشاره کرد.
وی همچنین در تیم ملی فوتبال لتونی بازی کرده است.